# Yushui (solarperiod)
Yǔshuǐ (pīnyīn), Usui (rōmaji) eller Usu (romaja) (kinesiska och japanska: 雨水; koreanska: 우수; vietnamesiska: Vũ thủy; bokstavligen ”regn och vatten”) är den andra solarperioden i den traditionella östasiatiska lunisolarkalendern (kinesiska kalendern), som delar ett år i 24 solarperioder (節氣). Yushui börjar när solen når den ekliptiska longituden 330°, och varar till den når longituden 345°. Termen hänvisar dock oftare till speciellt den dagen då solen ligger på exakt 330° graders ekliptisk longitud. I den gregorianska kalendern börjar yushui vanligen omkring den 18 februari (ofta 19 februari ostasiatisk tid) och varar till omkring den 5 mars.

## Pentader
Varje solarperiod kan indelas i tre pentader (候): Första pentaden (初候), andra pentaden (次候) och sista pentaden (末候). Ett år har alltså 72 pentader och för yushui gäller:
Kina
- Första pentaden: 獺祭魚 (”uttrar offrar fisk”) – fisk börjar simma uppströms, jagade av uttrar, som enligt folktro offrar fisken till himlen
- Andra pentaden: 鴻雁來 (”de vilda gässen anländer”) – vilda gäss börjar migrera norrut, efter vårens uppkomst
- Sista pentaden: 草木萌動

Japan
- Första pentaden: 土脉潤起
- Andra pentaden: 霞始靆
- Sista pentaden: 草木萠動